# Pol-e Dochtar

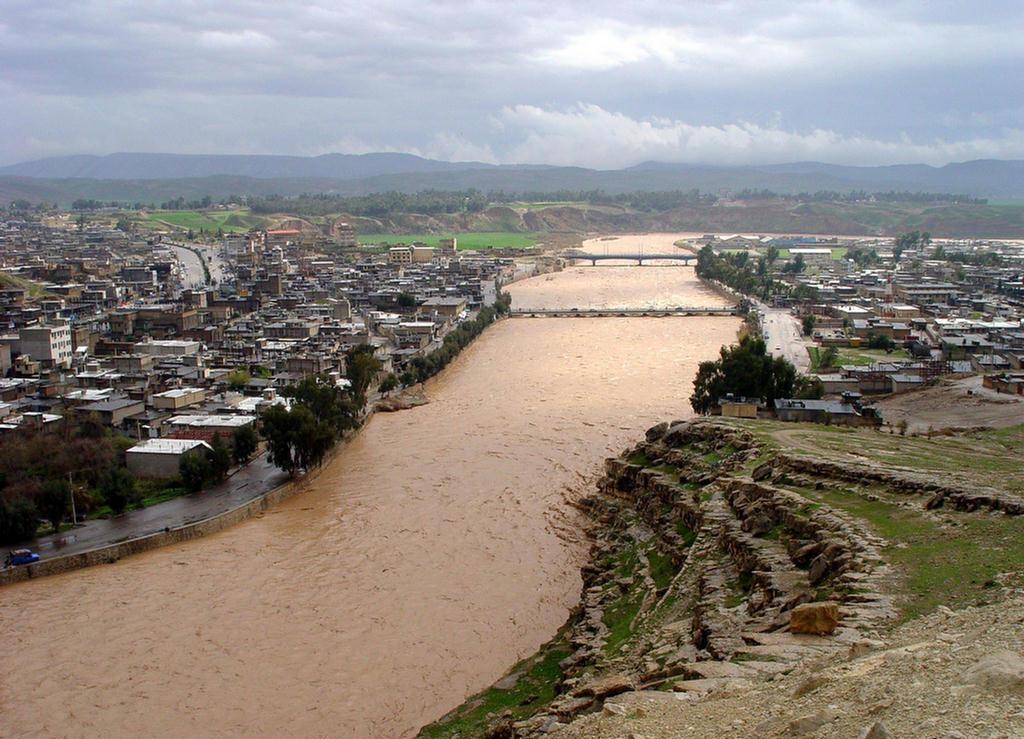

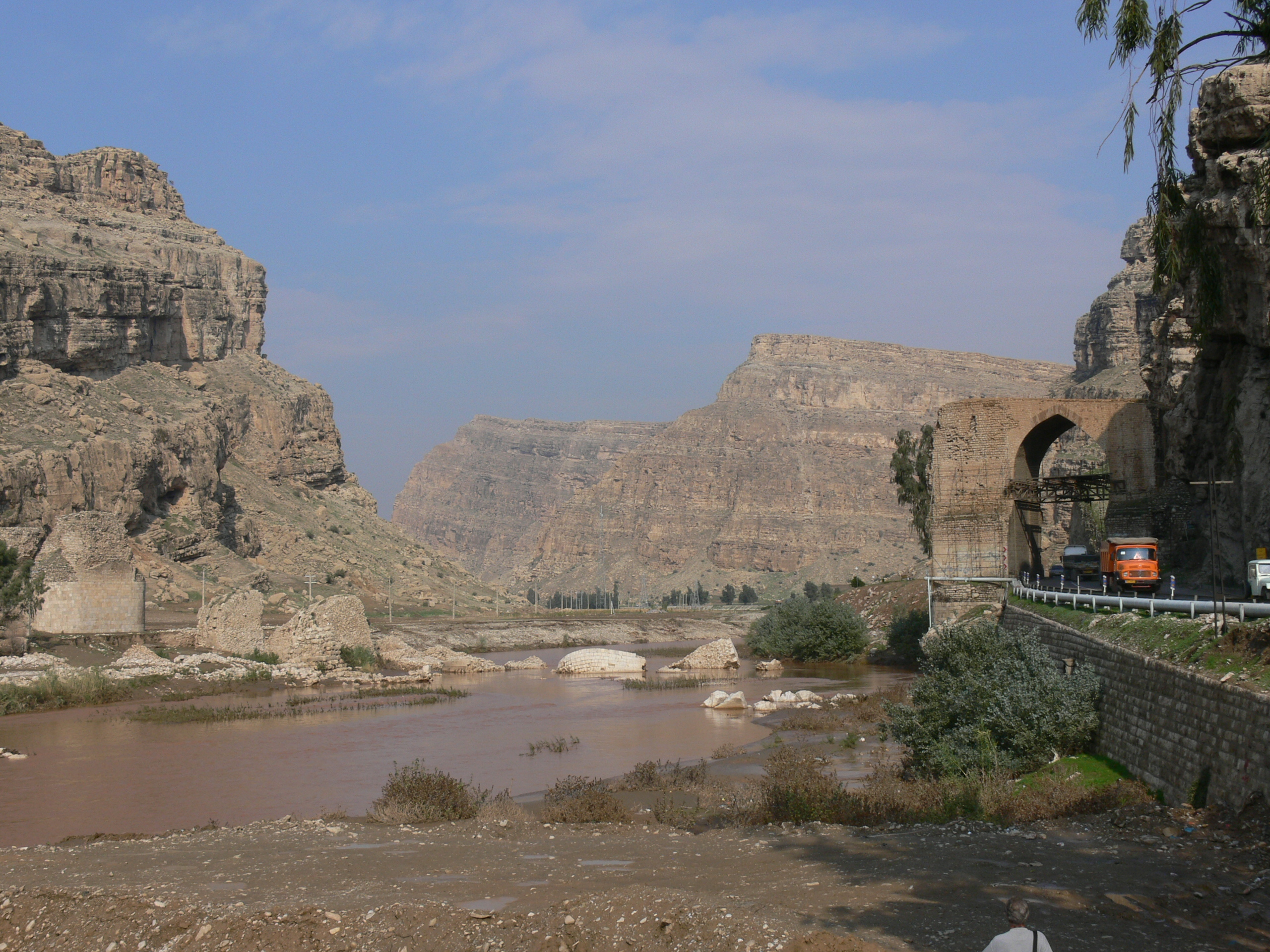
Pol-e Dochtar: Sassanidische Brücke im Iran

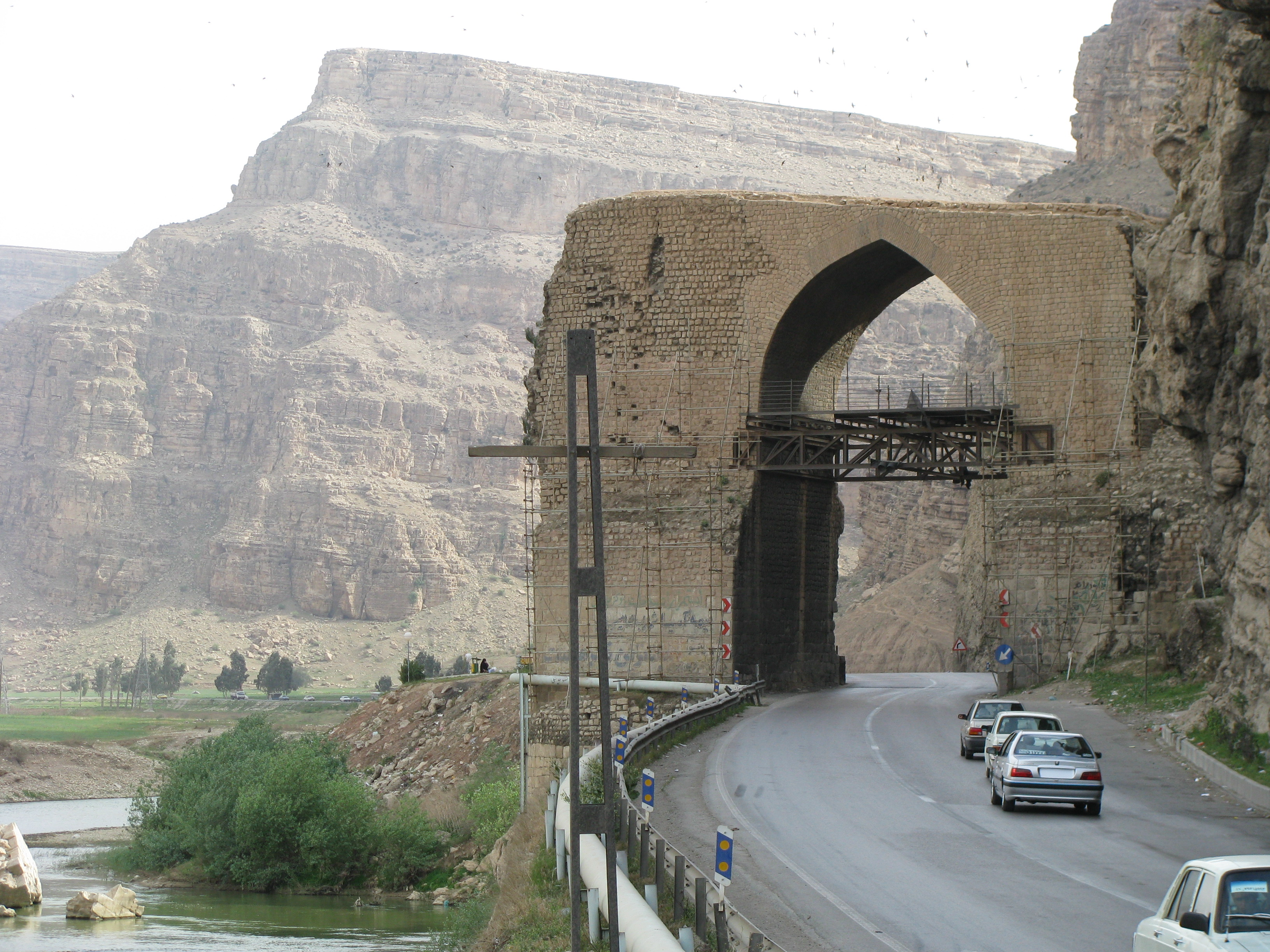
Pol-e Dochtar: Detailansicht des Brückenbogens

Pol-e Dochtar (persisch پل‌دختر, ‚Brücke der Tochter‘, auch Pol-e Dokhtar und Pol-i Dohtar) ist eine Stadt in der westiranischen Provinz Luristan. Die Stadt hat nach Hochrechnung 2012 23.240 Einwohner und ist der Hauptort des gleichnamigen Verwaltungsbezirks (Schahrestan) Pol-e Dochtar. Der Name geht auf eine berühmte Brücke über den Fluss Kaschkan zurück, der sich kurz nach dieser Brücke mit dem Seymare zum Karche vereint, wobei der Namenswechsel zwischen Seymare und Karche auch weiter flussab (bei der Einmündung des Zal an der Grenze zur Provinz Chuzestan) gesehen wird. Der persische Name bedeutet Brücke der Tochter und wird teilweise so gedeutet, dass das sassanidische Bauwerk von König Schapur I. stamme und seiner Tochter gewidmet sei.
Die 270 Meter lange Brücke überwand einst den Fluss mit neun Pfeilern. Neben Pfeilerresten im Flussbett existiert heute noch die Brückenrampe auf dem rechten Ufer und ein Brückenbogen auf dem linken Ufer, der die verkehrsreiche Straße von Chorramabad nach Dezful überspannt. Die Höhe dieses Bogens beträgt 17 Meter, die Breite der Brücke 9 Meter.
In der Nähe der Brücke existieren auch noch Reste einer Brücke aus der Zeit der Achämeniden, die Teil der Ost-West-Achse der persischen Königsstraße war.
In Pol-e Dochtar befindet sich die Grotte von Kalmakareh. Die Höhle, genannt auch Kalmakareh-Höhle, wurde geplündert und ein Teil des Silberschatzes darin soll von iranischen Behörden beschlagnahmt worden sein (Abbas Alizadeh berichtete 1993 im Internet über die Besichtigung der Objekte im Nationalmuseum in Teheran).